# Vernaculair
Vernaculair is afgeleid van het Latijn vernaculum dat kan worden vertaald met inlands, inheems. Oorspronkelijk werd hiermee alles aangegeven wat zelf geteeld, gekweekt of geproduceerd was. Later werd de term voornamelijk gebruikt om de inlandse taal of het lokale dialect aan te geven, maar men spreekt bijvoorbeeld ook over vernaculaire architectuur. Vernaculaire architectuur is de 'volkse' architectuur die eigen is aan een bepaald land of een streek.

## Taal
Als men het over de taal heeft, wordt met vernaculair de taal bedoeld die in een bepaald gebied op natuurlijke wijze is ontstaan. Vernaculair wordt meestal gebruikt om de tegenstelling met het Latijn aan te duiden dat in de middeleeuwen zeer lang de lingua franca en de voornaamste schrijftaal was in Europa. Maar tegen het einde van de negende eeuw begreep de bevolking van het Frankische rijk het Latijn, de taal van de priesters en de geleerden, niet meer. Op de synode van Tours werd er voor gepleit om in de prediking de volkstalen te gebruiken, het Romaans in West-Francië en het Teudisch in Oost-Francië.
In de aanvang werd het vernaculair als minderwaardig beschouwd maar met de komst van grote schrijvers zoals Dante, Giovanni Boccaccio, Eckhart en Ruusbroec werd de vernaculaire taal stilaan een volwaardige literatuurtaal.
Als men het over vernaculair Latijn heeft, lijkt dat een contradictio in terminis. Men bedoelt dan het 'volkse' Latijn dat door de brede bevolking werd gesproken tegenover het klassieke Latijn uit de literatuur.